# Jean-Gabriel Raelet
Jean-Gabriel Raelet, né à Rocourt, proche de Liège, le 22 octobre 1968, est violoniste et Konzertmeister de l'Opéra Royal de Wallonie. Il a fait ses études au Conservatoire de Liège dans la classe d'Henri-Emmanuel Koch, fils d'Henri Koch.

## Parcours musical
Il obtient un Premier Prix de Violon au Conservatoire de Liège en 1988.
Il achève ses études au Conservatoire en 1992 en obtenant les Diplômes Supérieurs de Violon et de Musique de Chambre, avec grande distinction. Durant deux ans il poursuit sa formation avec le violoniste Jean Fournier, à Paris et à Salzbourg.
En 1994, il remporte le Prix Jeunes Talents de la Province de Liège, le Premier Prix du Concours Henri Vieuxtemps en 1994 et le Premier Prix du Concours César Franck (Prix Igor Oistrakh) en 1995.
Depuis 1995, Jean-Gabriel Raelet est Konzertmeister à l'Opéra Royal de Wallonie et Chargé de Cours de Musique de Chambre au Conservatoire Royal de Musique de Liège.
Il est également chef d'orchestre et directeur musical de l'orchestre de Chambre d'Ottignies - Louvain La-Neuve avec Sofia Constantinidis (violon), Jorin Jorden et André Marie (violoncelles) et fut membre de l'orchestre à cordes de l'Université de Liège